# Roy E. Disney
Roy Edward Disney (Los Ángeles, 10 de enero de 1930-Newport Beach, 16 de diciembre de 2009) fue un ejecutivo y empresario estadounidense. Durante toda su vida ejecutivo de The Walt Disney Company, la cual fundaron su padre, Roy Oliver Disney, y su tío, Walt Disney. En el momento de su muerte, era un accionista (más de 16 millones de acciones, o aproximadamente 1 %), y se desempeñó como consultor para la compañía y director emérito de la Junta de Directores. Es conocido por organizar la expulsión de dos altos ejecutivos de Disney: Ron W. Miller en 1984, y luego Michael Eisner en 2005.
Como el último miembro de la familia Disney en participar activamente en la compañía, Roy Disney ha sido comparado a menudo con su tío y su padre. En el 2006, la revista Forbes estimó su fortuna personal en alrededor de $ 1200 millones.

## Otros trabajos
- Disney tenía una posición de síndico en el California Institute of the Arts.[4]
- Apareció como él mismo en un cameo de voz en un episodio de la serie animada House of Mouse en el que Mickey accidentalmente le envió un fax molesto destinado a Mortimer Mouse.[5]
- Fue productor ejecutivo de la red múltiple del programa antidrogas "Estrellas de los dibujos animados al rescate" en 1990.[6]

## Premios y distinciones
Premios Óscar
| Año  | Categoría                  | Película | Resultado |
| ---- | -------------------------- | -------- | --------- |
| 2004 | Mejor cortometraje animado | Destino  | Nominado  |